# Oscar Pettiford
Oscar Pettiford (Okmulgee, 1922. szeptember 30. – Koppenhága, 1960. szeptember 8.), amerikai nagybőgős, csellista, zeneszerző.

## Pályafutása
Pettiford Jimmy Blanton (1918-1942) nagybőgős játékstílusát követte és fejlesztette tovább. Korunk bőgősei Pettifordot tartják a hangszer klasszikusának.
Már igen fiatalon a család együttesében játszott, énekelt és táncolt is. 12 éves korától  zongorázni tanult, majd 14 évesen a nagybőgőzni kezdett. Nem tetszett neki a mások bőgőzése, ezért saját technikát fejlesztett ki. Csodálta Milt Hintont, akivel 14 éves korában találkozott is.
Az 1940-es évek elején  abba akarta hagyja a zenélést, mert nem tudott megélni belőle, de alig pár hónap múlva újra találkozott Hintonnal, aki rábeszélte, hogy folytassa.
1942-től Charlie Barnet zenekarában játszott. Ott volt Coleman Hawkins, Earl Hines, Ben Webster, Dizzy Gillespie, Thelonious Monk, Kenny Clarke – a bebop úttörői.
Pettiford és Dizzy Gillespie egy bebop együttest is alapítottak. A későbbiekben dolgozott Duke Ellington és Woody Hermannel is.
Ő fedezte fel Cannonball Adderley-t.
Kiváló csellista is volt, bár először ezzel csak viccelt, Woody Hermant parodizálta. 1949-ben azonban karját törte, ezért ideig kényszerből csellózott. A hangszert úgy hangolta, ahogy a nagybőgőt szokták, csak egy oktávval magasabban.
Az 1950-es évek végén Koppenhágába költözött. Ott Kenny Clarke, Bud Powell, Zoller Attila (gitáros) voltak a partnerei.
- Partnerek: Thelonious Monk, Coleman Hawkins, Charlie Barnet, Earl Hines, Ben Webster, Dizzy Gillespie, Miles Davis, Duke Ellington, Milt Jackson, Sonny Rollins, Art Tatum, Johnny Hodges, Kenny Dorham, Woody Herman...

Nem sokkal a 38. születésnapja előtt 1960-ban hunyt el Koppenhágában egy gyermekbénulással rokon vírusfertőzéstől.

## Lemezválogatás
- Aw! Come On
- Blues in the Closet
- Bohemia After Dark
- Don't Squawk
- For Bass Faces Only
- The Gentle Art Of Love
- Laverne Walk
- Max Wakin’ Wax
- My Little Cello
- Now See How You Are
- Oscalypso
- Swingin’Till the Girl Come Home
- Tricotism
- Bass Hits (1943–46)

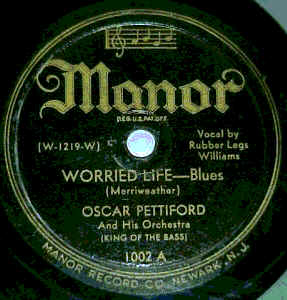
Oscar Pettiford & His 18 All Stars: „Worried Life Blues“, 1945 • Dizzy Gillespie, Don Byas, Trummy Young, Benny Morton, Johnny Bothwell, Serge Chaloff, Clyde Hart, Al Casey, Shelly Manne, Rubberlegs Williams

- The New Oscar Pettiford Sextet (1953)
- Oscar Pettiford Sextet (1954)
- Oscar Pettiford (1954)
- Basically Duke (1954)
- Another One (1955)
- Discoveries (1952-57)
- Bass Hits (1943-46)
- The New Oscar Pettiford Sextet (1953)
- Oscar Pettiford Sextet (1954)
- Oscar Pettiford (1954)
- Basically Duke (1954)
- Winner's Circle (1957, with John Coltrane)
- Vienna Blues: The Complete Session with Hans Koller, Zoller Attila, Jimmy Pratt
- Vienna Blues – „The Complete Session” (1959)
- The Complete Essen Jazz Festival Concert, with Coleman Hawkins, Bud Powell, Kenny Clarke (1960)